# Mesterszállás
Mesterszállás es un pueblo húngaro situado en el distrito de Mezőtúr, en el condado de Jász-Nagykun-Szolnok. Tiene una población estimada, a inicios de 2017, de 651 habitantes.
Se conoce su existencia desde 1524, cuando se cita como residencia real. Se considera localidad desde 1897, cuando se separó de Kunszentmárton.
Se ubica a unos 10 km al suroeste de la capital distrital, Mezőtúr, a orillas del río Körös.